# Cara de Dios
Cara de Dios es el segundo EP de la carrera de la banda La Ley. Es la primera producción con Humberto Gatica y la última con Andrés Bobe. Se considera a este trabajo, como el antecedente de lo que sería Invisible: los teclados y las guitarras comienzan a tener más presencia[cita requerida]. En este disco comienza a notarse la evolución de La Ley.

## Antecedentes
El grupo ya había comenzado su internacionalización y el Festival Internacional de la Canción de Viña del Mar de 1993 les había dado una gran proyección, catapultando al conjunto por toda Latinoamérica. al año siguiente en 1994 La Ley vuelve a presentar al Festival Internacional de la Canción de Viña del Mar y estrenó algunos de los temas que tenían preparados para su siguiente trabajo, R&R (un año más tarde aparecería en Invisible) y un adelanto de Cara de Dios: una versión muy moderna del tema Desiertos.
Debido a su éxito de su presentación en el Festival de Viña, a finales de 1993, Canal 13 pidió a la banda grabar el tema de su nueva telenovela Champaña. El tema se llamó «En la ciudad» y el disco se transformó en un hit, ganando rápidamente una alta rotación en las radios chilenas. Aprovechando este impulso, el grupo graba junto a Humberto Gatica el maxi single Cara de Dios, compuesto de cuatro canciones. En un principio el grupo había decidido el nombre de esta grabación como "Tejedores de Ilusión", aunque al final optaron por "Cara de Dios"[cita requerida]. Debido al éxito del maxisencillos reciben una invitación para el Festival de Viña de 1994 y el Festival Acapulco, en mayo del mismo año.
En esta época Andrés Bobe mantuvo conversaciones con Rodrigo Aboitiz, invitándole a regresar a cargo de los teclados. Sin embargo, Andrés Bobe fallece en un accidente en moto, tras ofrecer un recital a beneficencia de la hija de un futbolista. También en este momento se anuncia el ingreso de Pedro Frugone, quien ya había sido músico de apoyo y amigo de la agrupación: entra como guitarra de apoyo para su presentación en el Festival de Acapulco '94, pero no sería contado como músico oficial hasta diciembre de 1994, una vez terminadas las grabaciones de  Invisible.
El disco que se ha convertido en uno de los de mayor admiración entre los seguidores del grupo, debido a que fue una "edición limitada" (solo se registró una cantidad de 1000 copias), asimismo, se convirtió en todo un éxito comercial[cita requerida].

## Canciones
1. En la Ciudad (Cara de Dios) (Andrés Bobe, Beto Cuevas, Luciano Rojas, Mauricio Claveria) - 4:22
2. Desiertos (Mix) (Rodrigo Aboitiz, Andrés Bobe, Ivan Delgado) - 6:42
3. A Veces (Mix) (Andrés Bobe, Shia Arbulu) - 5:18
4. Rhythm Valentine (Andrés Bobe, Beto Cuevas) - 3:54

## Créditos
- Beto Cuevas - Voz
- Andrés Bobe - Guitarras
- Luciano Rojas - Bajo
- Mauricio Clavería - Batería

- Datos: Q5037332